# Carol Fazu
Carol Fazu (Brasília, 31 de julho de 1976) é uma atriz, cantora e compositora brasileira. Atualmente faz a personagem Selma na telenovela Segundo Sol.

## Trajetória
Nascida e criada em Brasília, Carol estuda música desde o seis anos de idade, quando estudou piano clássico no Conservatório de Música de Brasília. Mais tarde participou de shows de amigos, teve bandas, começou a compor e iniciou trabalho solo. Em 2005 gravou um CD. Fazu também estudou canto na Escola de Música de Brasília e é formada em Odontologia.
Mudou-se para o Rio de Janeiro em 2015.  Descobriu a vocação pela interpretação quando conquistou o primeiro papel no teatro.
No teatro atuou em “Mulheres de Caio”, baseado em quatro histórias de Caio Fernando Abreu, e “Anônimas”, com direção de Roberto Naar. No monólogo Janis, espetáculo musical sobre a cantora Janis Joplin, ganhou o prêmio do Cesgranrio de melhor atriz de musical. Com esse musical também foi indicada ao prêmio Shell de Teatro: categoria música e ao prêmio Botequim Cultural: melhor espetáculo, melhor diretor e melhor atriz. Janis Joplin teve estreia nacional em Brasília, no Teatro Eva Hertz – Livraria Cultura do Shopping Iguatemi e ficou em cartaz por duas semanas na capital.    Com texto inédito do diretor e dramaturgo Diogo Liberano, direção de Sergio Módena e direção musical de Dillo, o projeto foi idealizado por Carol. Na rede Globo fez os seriados Cilada, Lolô e Tavinho, A Grande Família, Tapas e Beijos e a minissérie A Teia; na Multishow fez Por Isso Sou Vingativa e Uma Rua Sem Vergonha.
Depois da estreia em Brasília, o musical Janis seguiu para temporada no Rio. O diretor Dennis Carvalho assistiu ao espetáculo e  convidou Carol Gadú para a novela Segundo Sol em que vive a personagem Selma, que tem um romance com Maura (Nanda Costa). Querendo um filho, o casal decide realizar uma inseminação artificial. Ionan (Armando Babaioff) entra na vida do casal como doador de sêmen, surgindo dessa situação diversos conflitos.
“Um dia, o diretor Dennis Carvalho foi no espetáculo, gostou do meu trabalho e me convidou. Não acreditei! Mas foi assim que consegui o papel na novela.”
Antes de estrear na TV, Carol trabalhou como dentista por influência do pai. Exerceu a profissão por cerca de três anos. Depois que o pai, também dentista, faleceu ela parou de atender em cosultório.
"Meu pai tinha consultório e assumi os negócios enquanto ele esteve doente. Entendi que aquele lugar me traria segurança financeira e emocional”.

## Filmografia

### Televisão
| Ano  | Título            | Papel                           |
| 2008 | A Grande Família  | (episódio: Casados X solteiros) |
| 2011 | Insensato Coração | Ivone                           |
| 2014 | As Canalhas       | Daniela                         |
| 2014 | A Teia            | Maria Eugênia                   |
| 2018 | Segundo Sol       | Selma                           |
| 2022 | Reis              | Libi                            |

### Cinema
| Ano  | Título                    | Papel      |
| 2009 | Malu de Bicicleta         | Débora     |
| 2012 | Gonzaga: de Pai pra Filho | Prostituta |
| 2014 | O Vendedor de Passados    | Mila       |

## Discografia
- Carol Fazu